# قائمة أعمال جينيفر أنيستون

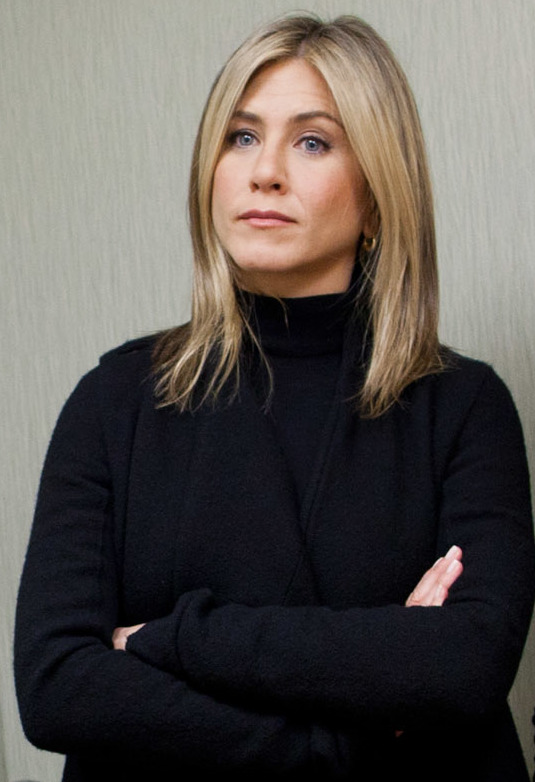
أنيستون في عام 2011

قدمت الممثلة الأمريكية جينيفر أنيستون فيلمها الأول في فيلم الخيال العلمي الهزلي لعام 1988 ''ماك وأنا'' في دور غير مُعتمد كراقصة. بعد ذلك بعامين، ظهرت علي التلفاز لأول مرة في مسلسل ''مالوي'' (1990)، تلاه في ذلك العام دور البطولة في مسلسل ''فيريس بيولر''، اقتباس تلفزيوني لفيلم 1986 إجازة فيريس بيولر؛ أُلْغِيَ كلا المسلسلين في مواسمهما الأولى. في عام 1993، حصلت علي أول دور سينمائي رئيسي لها في فيلم الرعب الكوميدي ليبريكون. عُرض عليها مكانًا كممثلة مميزة في برنامج ساترداي نايت لايف لكنها رفضت هذا لقبول دور البطولة في مسلسل إن بي سي السيت كوم التلفزيوني أصدقاء (1994–2004).
اكتسبت أنيستون اعترافًا عالميًا لتجسيدها شخصية رايتشل غرين في مسلسل أصدقاء، وهو الدور الذي أكسبها خمسة ترشيحات لجائزة الإيمي برايم تايم (اثنان كممثلة مساعدة، وثلاثة كممثلة رئيسية)، وفازت بواحدة كممثلة رئيسية وأيضًا جائزة غولدن غلوب. خلال الموسمين التاسع والعاشر، أصبحت أنيستون واحدة من الممثلات التلفزيونيات الأعلى أجرًا على الإطلاق، حيث حصلت علي مليون دولار لكل حلقة. في عام 2003، ظهرت أنيستون في الفيلم الكوميدي بروس الخارق، أمام جيم كاري. حقق الفيلم 484 مليون دولارًا في جميع أنحاء العالم، ما جعله أكبر نجاح تجاري لأنيستون في السينما. في عام 2004، لعبت دور البطولة في فيلم الكوميديا الرومانسية جاءت بولي جنبًا إلى جنب مع بن ستيلر، وفي عام 2006، ظهرت في فيلم الكوميديا الرومانسية الانفصال، أمام فينس فون.
لدى أنيستون المزيد من الأفلام الناجحة تجاريًا بما في ذلك مارلي وأنا (2008)، وهو ليس معجبًا بك فحسب (2009)، وصائد الجوائز (2010). في عام 2010، ظهرت كضيفة شرف في مسلسل كوميديا الموقف ''مدينة كوغار'' جنبًا إلى جنب مع النجمة السابقة في مسلسل فريندز كورتني كوكس. في عام 2014، لعبت أنيستون دور البطولة في فيلم الدراما كعكة للمخرج دانييل بارنز، ونال دورها استحسان النقاد. تلقت ترشيحات لجائزة الغولدن غلوب وجائزة نقابة ممثلي الشاشة. في عام 2019، بدأت بطولة مسلسل أبل تي في + الدرامي البرنامج الصباحي، والذي هي أيضًا منتجة تنفيذية له. لأدائها فيه، رُشِّحَت لجائزة غولدن غلوب.
إلي جانب التمثيل، أَخْرَجَت أنيستون ثلاثة أفلام بما في ذلك الغرفة 10، وبورما: لا يمكنها أن تنتظر، وخمسة. ظهرت أيضًا في العديد من مقاطع الفيديو الموسيقية، وألعاب الفيديو، والمسرحيات. أسست أنيستون، مع براد بيت وبراد غري، الرئيس التنفيذي السابق لشركة باراماونت بيكتشرز، شركة إنتاج الأفلام بلان بي إنترتينمينت في عام 2002؛ انسحبت هي وغراي في عام 2005. في عام 2008، شاركت أنيستون وكريستين هان في تأسيس شركة الإنتاج أفلام الصدى.

## السينما
| علامة الخنجرية | يدل علي الأفلام التي لم تُصْدَرْ بعد |

| العام | العنوان                   | العنوان الأصلي              | الدور                       | ملاحظات                 | مراجع         |
| ----- | ------------------------- | --------------------------- | --------------------------- | ----------------------- | ------------- |
| 1988  | ماك وأنا                  | Mac and Me                  | راقصة في حفلة ماكدونالدز    | دور غير مُصدق            | [ 1 ]         |
| 1993  | ليبريكون                  | Leprechaun                  | توري ريدينغ                 |                         | [ 3 ]         |
| 1996  | إنها هى                   | She's the One               | رينيه فيتزباتريك            |                         | [ 34 ]        |
| 1996  | حلم لمؤرق                 | Dream for an Insomniac      | أليسون                      |                         | [ 35 ]        |
| 1997  | حتي كنت هناك              | 'Til There Was You          | ديبي                        |                         | [ 36 ]        |
| 1997  | صورة مثالية               | Picture Perfect             | كيت موسلي                   |                         | [ 37 ]        |
| 1998  | الخط الوردي الرفيع        | The Thin Pink Line          | كلوف                        |                         | [ 38 ]        |
| 1998  | في انتظار وودي            | Waiting for Woody           | نفسها                       | فيلم قصير               | [ 39 ]        |
| 1998  | موضوع عاطفتي              | The Object of My Affection  | نينا بوروفسكي               |                         | [ 40 ]        |
| 1999  | حيز المكاتب               | Office Space                | جوانا                       |                         | [ 41 ]        |
| 1999  | العملاق الحديدي           | The Iron Giant              | آني هيوز (صوت)              |                         | [ 42 ]        |
| 2001  | نجم الروك                 | Rock Star                   | إميلي بول                   |                         | [ 43 ]        |
| 2002  | الفتاة الصالحة            | The Good Girl               | جوستين لاست                 |                         | [ 44 ]        |
| 2003  | بروس الخارق               | Bruce Almighty              | غريس كونيلي                 |                         | [ 45 ]        |
| 2004  | جاءت بولي                 | Along Came Polly            | بولي برينس                  |                         | [ 46 ]        |
| 2005  | خرج عن مساره              | Derailed                    | لوسيندا هاريس / جين         |                         | [ 47 ]        |
| 2005  | تقول الشائعات             | Rumor Has It                | سارة هوتنجر                 |                         | [ 48 ]        |
| 2006  | أصدقاء مع المال           | Friends with Money          | أوليفيا                     |                         | [ 49 ]        |
| 2006  | الغرفة 10                 | Room 10                     | –                           | فيلم قصير؛ مخرجة        | [ 28 ]        |
| 2006  | الانفصال                  | The Break-Up                | بروك مايرز                  |                         | [ 50 ]        |
| 2008  | مارلي وأنا                | Marley & Me                 | جيني جروجان                 |                         | [ 51 ]        |
| 2008  | بورما: لا يمكنها الانتظار | Burma: It Can't Wait        | –                           | فيلم قصير؛ مخرجة ومنتجة | [ 29 ]        |
| 2008  | إدارة                     | Management                  | سو كلاوسن                   | منتجة تنفيذية أيضًا      | [ 52 ]        |
| 2009  | هو ليس معجبًا بكِ فحسب      | He's Just Not That Into You | بيث ميرفي                   |                         | [ 53 ]        |
| 2009  | الحب سيحدث                | Love Happens                | إلويز تشاندلر               |                         | [ 54 ]        |
| 2010  | صائد الجوائز              | The Bounty Hunter           | نيكول هيرلي                 |                         | [ 55 ]        |
| 2010  | التبديل                   | The Switch                  | كاسي لارسون                 | منتجة تنفيذية أيضًا      | [ 56 ]        |
| 2011  | جست غو وذ إت              | Just Go with It             | كاثرين ميرفي / ديفلين مكابي |                         | [ 57 ]        |
| 2011  | مدراء فظيعون              | Horrible Bosses             | دكتورة جوليا هاريس          |                         | [ 58 ]        |
| 2012  | حب السفر                  | Wanderlust                  | ليندا غيرغنبلات             |                         | [بحاجة لمصدر] |
| 2012  | مشاهير $                  | $ellebrity                  | نفسها                       |                         | [ 59 ]        |
| 2013  | نحن آل ميلر               | We're the Millers           | سارة "روز" أورايلي          |                         | [ 60 ]        |
| 2013  | حياة الجريمة              | Life of Crime               | مارغريت "ميكي" داوسون       | منتجة تنفيذية أيضًا      | [ 61 ]        |
| 2014  | مدراء فظيعون 2            | Horrible Bosses 2           | دكتورة جوليا هاريس          |                         | [ 62 ]        |
| 2014  | هي مضحكة بتلك الطريقة     | She's Funny That Way        | جين كليرمونت                |                         | [ 63 ]        |
| 2014  | كعكة                      | Cake                        | كلير بينيت                  | منتجة تنفيذية أيضًا      | [ 64 ]        |
| 2014  | رحلة إلي صندانس           | Journey to Sundance         | نفسها                       |                         | [ 65 ]        |
| 2015  | وحدة                      | Unity                       | راوية                       |                         | [ 66 ]        |
| 2016  | عيد الأم                  | Mother's Day                | ساندي نيوهاوس               |                         | [ 67 ]        |
| 2016  | اللقالق                   | Storks                      | سارة غاردنر (صوت)           |                         | [ 68 ]        |
| 2016  | حفلة عيد الميلاد          | Office Christmas Party      | كارول فانستون               |                         | [ 69 ]        |
| 2017  | الطيور الصفراء            | The Yellow Birds            | مورين ميرفي                 | منتجة تنفيذية أيضًا      | [ 70 ]        |
| 2018  | دمبلين                    | Dumplin                     | روزي ديكسون                 | منتجة تنفيذية أيضًا      | [ 71 ]        |
| 2019  | لغز جريمة القتل           | Murder Mystery              | أودري سبيتز                 | منتجة تنفيذية أيضًا      | [ 72 ]        |
| 2023  | لغز جريمة القتل 2         | Murder Mystery 2            | أودري سبيتز                 | منتجة أيضًا              | [ 73 ]        |

## التلفزيون
| العام         | العنوان                                | العنوان الأصلي                               | الدور                      | ملاحظات                                            | مراجع         |
| ------------- | -------------------------------------- | -------------------------------------------- | -------------------------- | -------------------------------------------------- | ------------- |
| 1990          | مولوي                                  | Molloy                                       | كورتني ووكر                | منتظمة في المسلسل (7 حلقات)                        | [ 74 ]        |
| 1990          | مخيم كوكامونغا                         | Camp Cucamonga                               | إفا شيكتور                 | فيلم تلفزيوني                                      | [ 75 ]        |
| 1990–1991     | فيريس بيولر                            | Ferris Bueller                               | جيني بيولر                 | منتظمة في المسلسل (13 حلقة)                        | [ 76 ]        |
| 1992–1993     | الحافة                                 | The Edge                                     | شخصيات مختلفة              | منتظمة في المسلسل (20 حلقة)                        | [ 77 ]        |
| 1992–1993     | رأس هيرمان                             | Herman's Head                                | سوزي بروكس                 | حلقتان                                             | [ 78 ]        |
| 1992          | نقلة نوعية                             | Quantum Leap                                 | كيكي ويلسون                | حلقة: "لا مكان للهرب"                              | [ 78 ]        |
| 1993          | نكات الأحد                             | Sunday Funnies                               | شخصيات مختلفة              | فيلم تلفزيوني                                      | [ 79 ]        |
| 1994          | قانون بورك                             | Burke's Law                                  | ليندا كامبل                | حلقة: "من قتل ملكة الجمال؟"                        | [ 78 ]        |
| 1994          | التخبط                                 | Muddling Through                             | مادلين دريغو كوبر          | منتظمة في المسلسل (10 حلقات)                       | [ 80 ]        |
| 1994–2004     | أصدقاء                                 | Friends                                      | رايتشل غرين                | دور رئيسي (236 حلقة)                               | [ 81 ]        |
| 1995–2016     | ساترداي نايت لايف                      | Saturday Night Live                          | نفسها / مضيف               | 4 حلقات                                            | [ 82 ]        |
| 1996          | شركاء                                  | Partners                                     | سوزان                      | حلقة: "اتبع المحار؟"                               | [ 78 ]        |
| 1998          | هرقل                                   | Hercules                                     | جالاتيا (صوت)              | حلقة: "هرقل وتاريخ الحلم"                          | [ 78 ]        |
| 1999          | ساوث بارك                              | South Park                                   | السيدة ستيفنز (صوت)        | حلقة: "غابات شماين فورست المطيرة"                  | [ 78 ] [ 83 ] |
| 2003          | ملك التل                               | King of the Hill                             | بيبروني سو / ستيفاني (صوت) | حلقة: "راكب مغثي"                                  | [ 78 ]        |
| 2007          | فضائح                                  | Dirt                                         | تينا هارود                 | حلقة: "إيتا ميسا إست"                              | [ 78 ]        |
| 2008          | 30 روك                                 | 30 Rock                                      | كلير هاربر                 | حلقة: "طاقم عمل المحكمة الليلية"                   | [ 84 ]        |
| 2010          | مدينة كوغار                            | Cougar Town                                  | غلين                       | حلقة: "مختلطة كلها"                                | [ 85 ]        |
| 2011          | خمسة                                   | Five                                         | لا يوجد                    | فيلم تلفزيوني؛ منتجة تنفيذية أيضًا مخرجة قسم: "ميا" | [ 30 ]        |
| 2012          | حرق الحب                               | Burning Love                                 | دانا                       | مسلسل ويب؛ حلقتان                                  | [ 86 ]        |
| 2013          | نادني بالمجنونة: فيلم خمسة             | Call Me Crazy: A Five Film                   | لا يوجد                    | فيلم تلفزيوني؛ منتجة تنفيذية                       | [بحاجة لمصدر] |
| 2019–حتي الآن | البرنامج الصباحي                       | The Morning Show                             | أليكس ليفي                 | دور رئيسي (30 حلقة)؛ منتجة تنفيذية أيضًا            | [ 87 ]        |
| 2021          | فريندز: لم الشمل                       | Friends: The Reunion                         | نفسها                      | حلقة إتش بي أو ماكس الخاصة؛ منتجة تنفيذية أيضًا     | [ 88 ]        |
| 2021          | مباشر أمام جمهور استوديو               | Live in Front of a Studio Audience           | بلير وارنر                 | حلقة: “ديفرنت ستروكس وحقائق الحياة"                |               |
| 2022          | نورمان لير: 100 عام من الموسيقى والضحك | Norman Lear: 100 Years of Music and Laughter | نفسها                      | حلقة تلفزيونية خاصة                                | [ 89 ]        |

## ألعاب الفيديو
| العام | العنوان                   | العنوان الأصلي                      | الدور      | مراجع  |
| ----- | ------------------------- | ----------------------------------- | ---------- | ------ |
| 1997  | كرسي المخرج ستيفن سبيلبرغ | Steven Spielberg's Director's Chair | نفسها/لورا | [ 90 ] |

## الفيديوهات الموسيقية
| العام | العنوان               | العنوان الأصلي          | الفنان                      | مراجع  |
| ----- | --------------------- | ----------------------- | --------------------------- | ------ |
| 1994  | "سأكون هناك من أجلك"  | "I'll Be There for You" | ذي ريمبراندتس               | [ 91 ] |
| 1996  | "الجدران (السيرك)"    | "Walls (Circus)"        | توم بيتي آند ذا هارت بريكرز | [ 92 ] |
| 2001  | "أريد أن أقع في الحب" | "I Want to Be in Love"  | ميليسا إثيريدغ              | [ 93 ] |

## المسرح
| العام     | الإنتاج                  | العنوان الأصلي             | المسرح                       | الدور               | مراجع  |
| --------- | ------------------------ | -------------------------- | ---------------------------- | ------------------- | ------ |
| 1988      | الرقص علي قبر المدقق     | Dancing on Checker's Grave | كنيسة القديس مرقس في البويري | ليزا                | [ 94 ] |
| 1988–1989 | للحياة العزيزة           | For Dear Life              | المسرح العام                 | إميلي               | [ 95 ] |
| 1995      | نحن نقاطع هذا البرنامج   | We Interrupt This Program  | مسرح تيفاني                  | —                   | [ 96 ] |
| 2006      | ثلاث فتيات وبوب          | Three Girls and Bob        | مسرح الخطوط الجوية الأمريكية | هيلينا              | [ 97 ] |
| 2009      | المعكرونة رامين          | Ramen Noodle               | مسرح الخطوط الجوية الأمريكية | دانييل              | [ 98 ] |
| 2010      | العاهرة في الطابق السفلي | The Bitch Downstairs       | مسرح الخطوط الجوية الأمريكية | كلب ميت (غير مُعتمد) | [ 99 ] |

## وصلات خارجية
- جينيفر أنيستون في قاعدة بيانات الأفلام على الإنترنت